# Жнин
Жнин (пол. Żnin) — город в Польше, входит в Куявско-Поморское воеводство, Жнинский повят. Имеет статус городско-сельской гмины. Занимает площадь 8,35 км². Население — 14 121 человек (на 2004 год).

## Города-побратимы
- Албертирша (венг. Albertirsa), Венгрия
- Бирштонас (лит. Birštonas), Литва
- Весели-над-Моравоу (чеш. Veselí nad Moravou), Чехия
- Малацки (словац. Malacky), Словакия
- Меттманн (нем. Mettmann), Германия
- Оммен (нидерл. Ommen), Нидерланды
- Шалчининкай—Яшиюнай (лит. Šalčininkai-Jašiūnai), Литва